# Graubrustralle
Die Graubrustralle (Lewinia striata, Syn.: Gallirallus striatus) ist ein 25 Zentimeter großer Vertreter aus der Familie der Rallen.

## Aussehen
Diese Art hat eine weiße Kehle, der ansonsten gräuliche Kopf ist oben rötlich. Die Augen sind rot. Die Brust ist mit grauen Federn bedeckt. Der Bauch und der Rücken sind mit braunen und durch mit regelmäßig angeordneten dünnen weißen Linien versehen Federn bedeckt. Zum kurzen Schwanz hin werden die Federn etwas dunkler. Die dünnen Beinen mit drei langen Zehen sind schwarz. Der dünne, lange Schnabel ist oben schwarz und die untere Hälfte ist rötlich.

## Verbreitung und Lebensraum

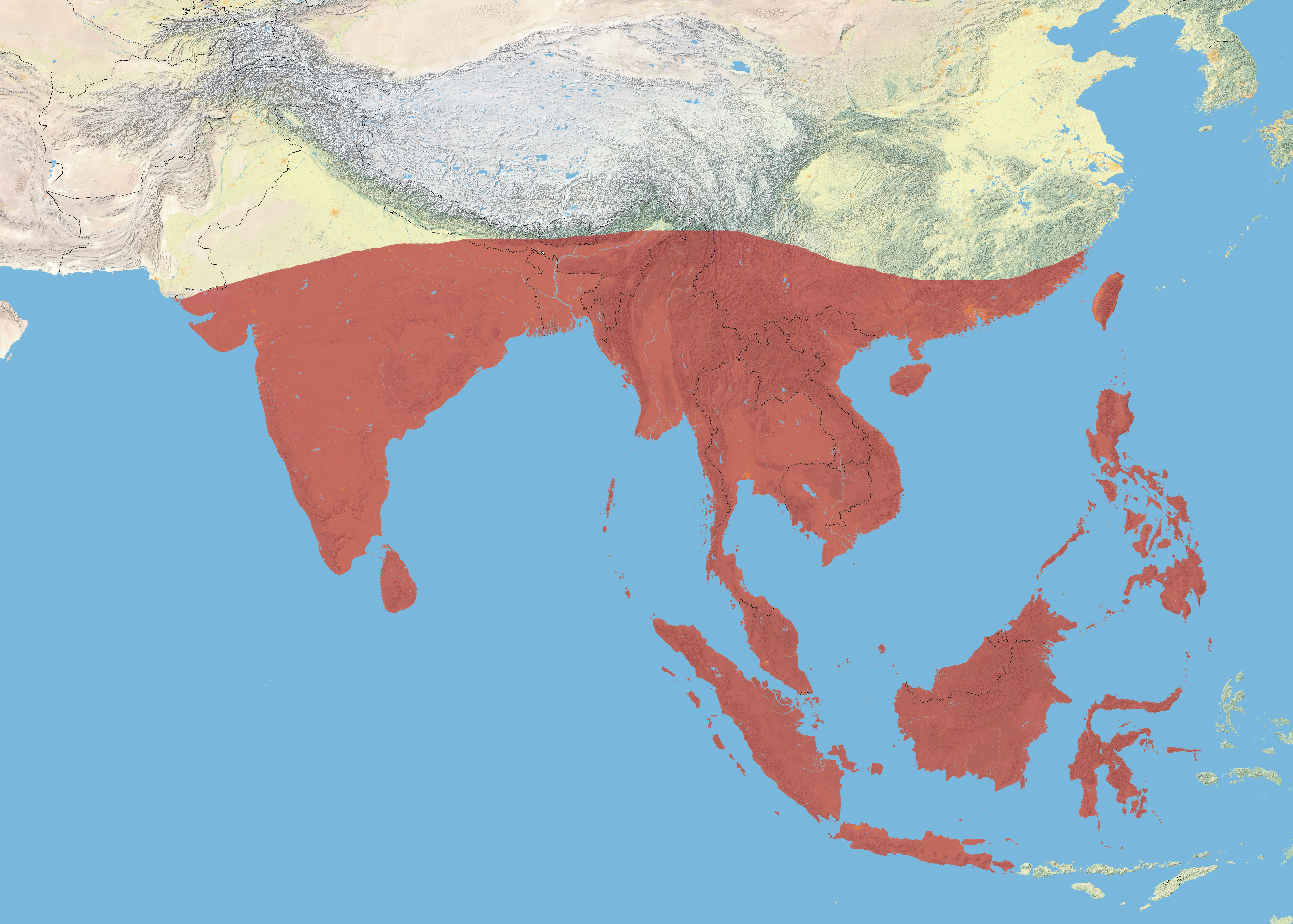
Verbreitungsgebiet (rot) der Graubrustralle

Diese Art kommt in Indien und Südostasien, den Großen Sundainseln, Sulawesi und den Philippinen vor. Die Graubrustralle bewohnt die Sümpfe, Reisfelder und Mangrovendickichte.

## Lebensweise
Die Graubrustralle verbringt den Tag über schlafend im dichten Pflanzengestrüpp. In der Dämmerung und in der Nacht sucht sie nach Insekten, Spinnen und Weichtieren. Daneben nimmt sie aber auch frische Pflanzen und Samen zu sich. Diese Tiere sind sehr gute Schwimmer. Bei Gefahr tauchen sie sofort unter Wasser ab.

## Fortpflanzung

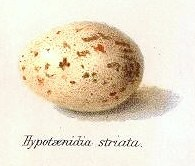
Ei der Graubrustralle

Das Errichten des Nestes übernimmt das Brutpaar gemeinsam. Das Nest besteht aus trocken und frischen Pflanzenteilen und wird versteckt im Schilf oder in einem Baumbusbüschel angelegt. In das Nest legt das Weibchen 4–6 gefleckte Eier. Das Brutgeschäft übernehmen beide Partner. Nach 20 Tagen schlüpfen die Jungen. Die Küken verlassen das Nest sofort nach dem Schlupf. Die Eltern versorgen die Jungen mit Futter.

## Gefährdung
Aufgrund ihrer weiten Verbreitung und weil für diese Art keine Gefährdungen bekannt sind, stuft die IUCN diese Art als nicht gefährdet (Least Concern) ein.

## Wissenschaftliche Namen
Weitere wissenschaftliche Namen für diese Art sind bzw. waren: Gallirallus striata, Rallus striatus.